# STS-119
STS-119 fue una misión de la NASA con el transbordador espacial Discovery que tenía como objetivo dar continuidad a la construcción de la Estación Espacial Internacional instalando nuevos paneles solares. Fue la 28ª misión con destino a la EEI y el 125.º vuelo de un transbordador espacial.

## Tripulación
- Lee Archambault  Comandante
- Dominic Antonelli  Piloto
- John Lynch Phillips  Especialista de misión
- Steven Swanson  Especialista de misión
- Joseph Acaba Especialista de misión
- Richard Arnold  Especialista de misión

### Llevado a la EEIExpedición 18
- Koichi Wakata  Ingeniero de vuelo

### Traído de la EEIExpedición 18
- Sandra Magnus Ingeniera de vuelo

## Galería

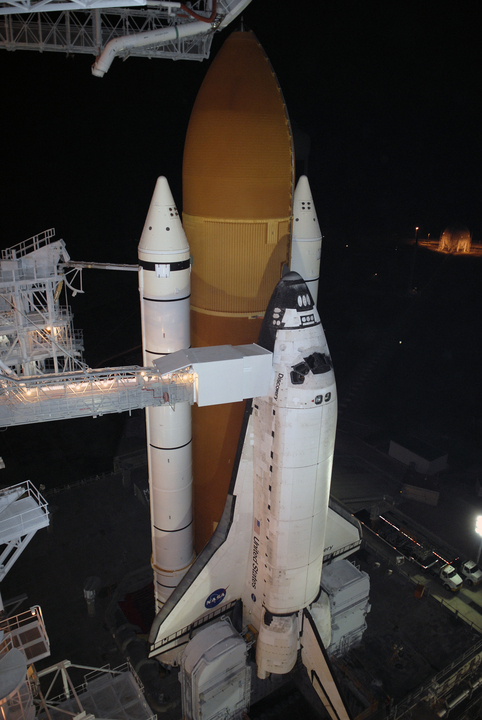
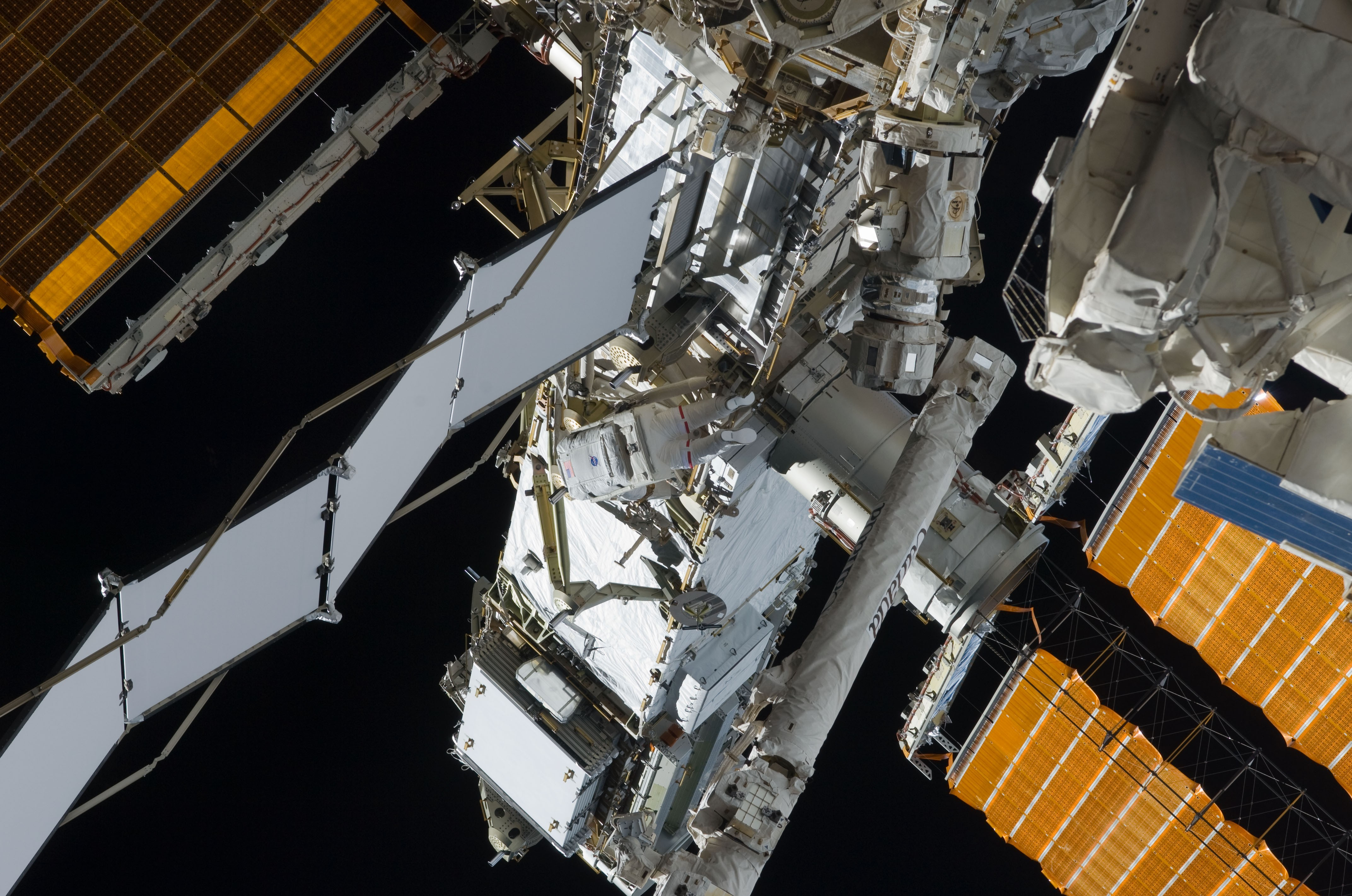
Primera caminata espacial.
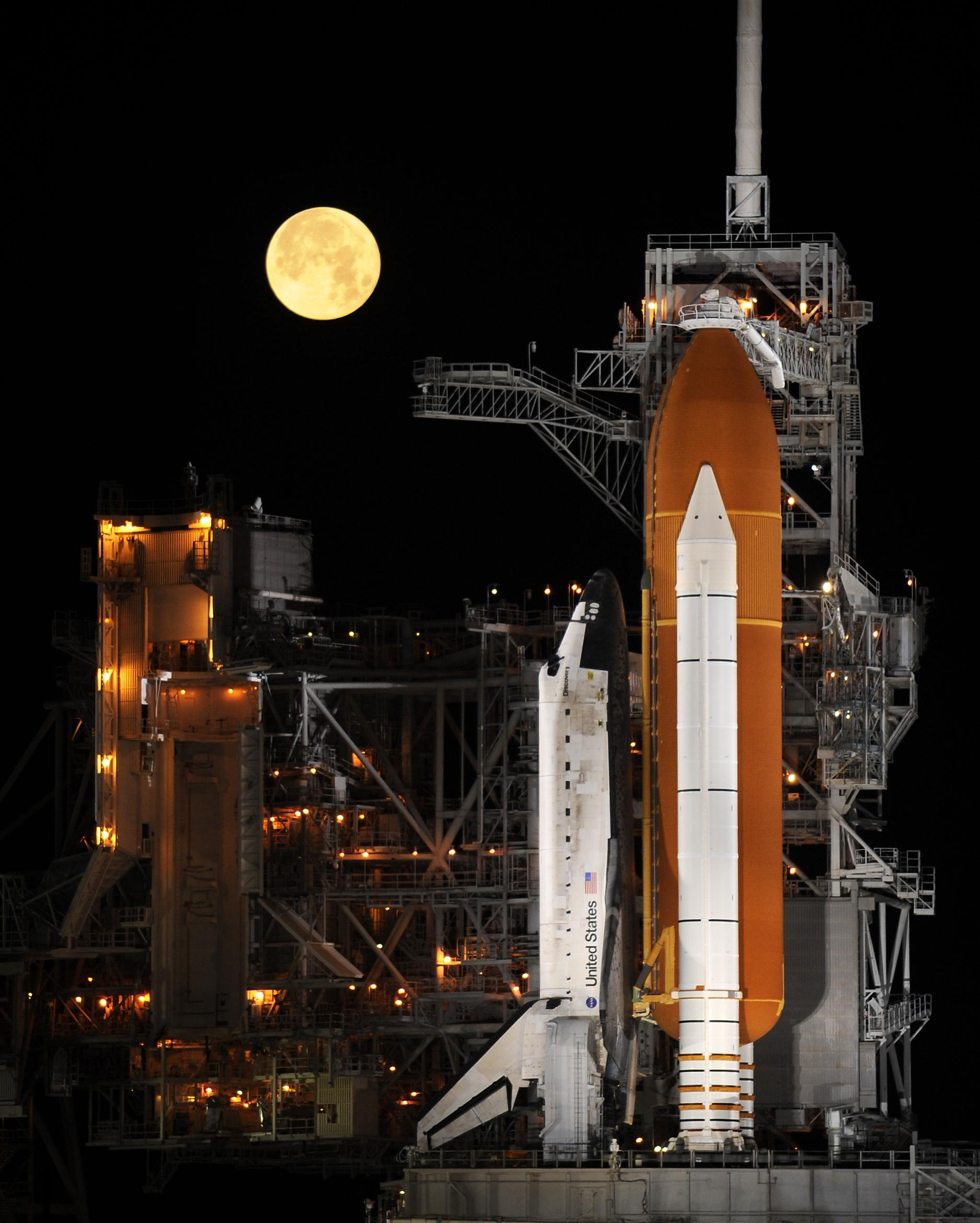
En plataforma de lanzamiento.